# آيت خويا (أنركي)
آيت خويا هي إحدى مشيخات المملكة المغربية، تتبع جغرافيا لإقليم أزيلال وإداريًا لأنركي. يقدر عدد سكانها بـ 6568 نسمة حسب الإحصاء الرسمي للسكان والسكنى لسنة 2004.